# Тик Нят Хан
Тик Нят Хан е виетнамски дзен будист, монах, учител, писател, поет и пацифист.
От дълго време живее в изгнание, като му е разрешено да направи първото си завръщане в родния Виетнам едва през 2005 г.
Пребивава в медитационния център Плъм Вилидж в Южна Франция и пътува по света, за да провежда събори и да изнася речи. Понятието ангажиран будизъм е съчинено и описано от него в книгата му „Виетнам: Лотус в огнено море“.
Автор е на над 100 книги, от които над 40 пише на английски. Нят Хан е активен участник в пацифисткото движение, като работи за намирането на ненасилствени решения на различни конфликти.